# 2012–2013-as magyar labdarúgó-ligakupa (csoportkör)
A 2012–2013-as magyar labdarúgó-ligakupa csoportkörének mérkőzéseit 2012. szeptember 4. és december 7. között játszották le.
A csoportkörben húsz csapat vett részt. Tizenhat első osztályú és négy másodosztályú. A csoportkörben öt, egyaránt négycsapatos csoportot képeztek. A csoportokban a csapatok körmérkőzéses, oda-visszavágós rendszerben mérkőztek meg egymással. A csoportok első helyezettjei és a három legjobb csoport második az egyenes kieséses szakaszba jutott, a harmadik illetve az utolsó helyezettek kiestek.

## Fordulók és időpontok
| Forduló        | Időpont             |
| -------------- | ------------------- |
| 1. mérkőzésnap | 2012. szeptember 5. |
| 2. mérkőzésnap | 2012. szeptember 8. |
| 3. mérkőzésnap | 2012. október 10.   |
| 4. mérkőzésnap | 2012. október 13.   |
| 5. mérkőzésnap | 2012. november 13.  |
| 6. mérkőzésnap | 2012. december 5.   |

## Sorsolás
A csoportkör beosztását 2012. augusztus 18-án készítette el a Magyar Labdarúgó-szövetség.

## Csoportok
| Színmagyarázat                                                          |
| ----------------------------------------------------------------------- |
| A csoportok első helyezettje bejutott a negyeddöntőbe.                  |
| A csoportok legjobb három második helyezettje bejutott a negyeddöntőbe. |
| A csoport többi helyezettje kiesett a csoportkörből.                    |

### A csoport
| Csapat          | M | Gy | D | V | G+ | G– | Gk  | P  |
| --------------- | - | -- | - | - | -- | -- | --- | -- |
| Győri ETO       | 6 | 3  | 2 | 1 | 18 | 8  | +10 | 11 |
| Budapest Honvéd | 6 | 3  | 2 | 1 | 13 | 9  | +4  | 11 |
| Haladás         | 6 | 1  | 2 | 3 | 11 | 18 | –7  | 5  |
| Gyirmót         | 6 | 1  | 2 | 3 | 11 | 18 | –7  | 5  |

|                 | HON | GYI | ETO | HAL |
| --------------- | --- | --- | --- | --- |
| Budapest Honvéd |     | 4–0 | 0–3 | 2–0 |
| Gyirmót         | 1–2 |     | 2–2 | 4–2 |
| Győri ETO       | 2–2 | 5–1 |     | 5–1 |
| Haladás         | 3–3 | 3–3 | 2–1 |     |

| 2012. szeptember 5. 18:00 |

| Budapest Honvéd | 0–3               | Győri ETO                          |
| --------------- | ----------------- | ---------------------------------- |
|                 | (0–2) Jegyzőkönyv | 6' Alekszidze 29' Dudás 87' Andrić |

| Bozsik József Stadion, Budapest Nézőszám: 200 Játékvezető: Becséri Dániel (magyar) |

| 2012. szeptember 5. 18:00 |

| Haladás                                        | 3–3               | Gyirmót                      |
| ---------------------------------------------- | ----------------- | ---------------------------- |
| Andorka 38' (11-esből) 57' Regedei 83' (öngól) | (1–0) Jegyzőkönyv | 76' Nagy L. 82' 88' Ferenczi |

| Rohonci út, Szombathely Nézőszám: 400 Játékvezető: Erdős József (magyar) |

| 2012. szeptember 9. 16:30 |

| Győri ETO                                                           | 5–1               | Haladás  |
| ------------------------------------------------------------------- | ----------------- | -------- |
| Kronaveter 33' 53' Dudás 59' Alekszidze 67' (11-esből) Střeštík 74' | (1–0) Jegyzőkönyv | 49' Tóth |

| ETO Park, Győr Nézőszám: 600 Játékvezető: Vad II. István (magyar) |

| 2012. szeptember 12. 18:00 |

| Gyirmót        | 1–2               | Budapest Honvéd            |
| -------------- | ----------------- | -------------------------- |
| Magasföldi 71' | (0–1) Jegyzőkönyv | 42' (11-esből) 51' Délczeg |

| Ménfői út, Győr Nézőszám: 400 Játékvezető: Szőts Gergely (magyar) |

| 2012. október 9. 19:00 |

| Győri ETO                                              | 5–1               | Gyirmót  |
| ------------------------------------------------------ | ----------------- | -------- |
| Nicorec 17' Dudás 25' Dinjar 30' Andrić 32' Kamber 78' | (4–0) Jegyzőkönyv | 51' Erős |

| ETO Park, Győr Nézőszám: 600 Játékvezető: Berger József (magyar) |

| 2012. október 10. 17:00 |

| Haladás                           | 3–3               | Budapest Honvéd                |
| --------------------------------- | ----------------- | ------------------------------ |
| Andorka 2' 6' (11-esből) Radó 18' | (3–1) Jegyzőkönyv | 31' Faggyas 76' Hidi 84' Abass |

| Rohonci út, Szombathely Nézőszám: 400 Játékvezető: Kovács J. Zoltán (magyar) |

| 2012. október 13. 16:00 |

| Budapest Honvéd         | 2–0               | Haladás |
| ----------------------- | ----------------- | ------- |
| Faggyas 33' Délczeg 87' | (1–0) Jegyzőkönyv |         |

| Bozsik József Stadion, Budapest Nézőszám: 200 Játékvezető: Varga László (magyar) |

| 2012. október 17. 17:00 |

| Gyirmót             | 2–2               | Győri ETO              |
| ------------------- | ----------------- | ---------------------- |
| Kardos 16' Nagy 81' | (1–2) Jegyzőkönyv | 20' Nicorec 43' Dinjar |

| Ménfői út, Győr Nézőszám: 200 Játékvezető: Szabó Zsolt (magyar) |

| 2012. november 13. 16:00 |

| Haladás         | 2–1               | Győri ETO  |
| --------------- | ----------------- | ---------- |
| Andorka 60' 89' | (0–1) Jegyzőkönyv | 28' Kalmár |

| Rohonci úti stadion, Szombathely Nézőszám: 100 Játékvezető: Kiss Norbert (magyar) |

| 2012. november 13. 17:00 |

| Budapest Honvéd              | 4–0               | Gyirmót |
| ---------------------------- | ----------------- | ------- |
| Vernes 2' 31' 40' Diarra 29' | (4–0) Jegyzőkönyv |         |

| Bozsik József Stadion, Budapest Nézőszám: 100 Játékvezető: Nagy Róbert (magyar) |

| 2012. november 28. 15:00 |

| Gyirmót                               | 4–2               | Haladás             |
| ------------------------------------- | ----------------- | ------------------- |
| Cseri 28' Nagy 45' Varga 53' Laki 67' | (2–0) Jegyzőkönyv | 65' Tóth 76' Kaiser |

| Ménfői út, Győr Nézőszám: 100 Játékvezető: Berke Balázs (magyar) |

| 2012. december 5. 13:00 |

| Győri ETO                   | 2–2               | Budapest Honvéd    |
| --------------------------- | ----------------- | ------------------ |
| Đorđević 22' Kronaveter 72' | (1–1) Jegyzőkönyv | 37' Odia 83' Diaby |

| ETO Park, Győr Játékvezető: Szilasi Szabolcs (magyar) |

### B csoport
| Csapat     | M | Gy | D | V | G+ | G– | Gk | P  |
| ---------- | - | -- | - | - | -- | -- | -- | -- |
| Pécsi MFC  | 6 | 3  | 2 | 1 | 11 | 6  | +5 | 11 |
| Paksi FC   | 6 | 2  | 2 | 2 | 7  | 6  | +1 | 8  |
| Vasas      | 6 | 2  | 1 | 3 | 5  | 9  | –4 | 7  |
| BFC Siófok | 6 | 1  | 3 | 2 | 5  | 7  | –2 | 6  |

|            | SIÓ | PAK | PÉC | VAS |
| ---------- | --- | --- | --- | --- |
| BFC Siófok |     | 0–0 | 1–4 | 0–1 |
| Paksi FC   | 1–1 |     | 2–1 | 4–1 |
| Pécsi MFC  | 1–1 | 2–0 |     | 2–1 |
| Vasas      | 0–2 | 1–0 | 1–1 |     |

| 2012. szeptember 5. 16:00 |

| Paksi FC                        | 2–1               | Pécsi MFC |
| ------------------------------- | ----------------- | --------- |
| Sifter 14' Vayer 53' (11-esből) | (1–1) Jegyzőkönyv | 9' Lantos |

| Fehérvári út, Paks Nézőszám: 200 Játékvezető: Kovács J. Zoltán (magyar) |

| 2012. szeptember 5. 17:30 |

| BFC Siófok | 0–1               | Vasas   |
| ---------- | ----------------- | ------- |
|            | (0–1) Jegyzőkönyv | 9' Luis |

| Révész Géza utca, Siófok Nézőszám: 100 Játékvezető: Oláh Gábor (magyar) |

| 2012. szeptember 8. 18:00 |

| Pécsi MFC | 1–1               | BFC Siófok   |
| --------- | ----------------- | ------------ |
| Nagy 78'  | (0–0) Jegyzőkönyv | 51' Zamostny |

| PMFC Stadion, Pécs Nézőszám: 300 Játékvezető: Gaál Gyöngyi (magyar) |

| 2012. szeptember 12. 17:30 |

| Vasas                 | 1–0               | Paksi FC |
| --------------------- | ----------------- | -------- |
| Füredi 55' (11-esből) | (0–0) Jegyzőkönyv |          |

| Illovszky Rudolf Stadion, Budapest Nézőszám: 300 Játékvezető: Nagy Róbert (magyar) |

| 2012. október 10. 15:00 |

| BFC Siófok | 0–0               | Paksi FC |
| ---------- | ----------------- | -------- |
|            | (0–0) Jegyzőkönyv |          |

| Révész Géza utca, Siófok Nézőszám: 100 Játékvezető: Pintér Csaba (magyar) |

| 2012. október 10. 16:00 |

| Vasas     | 1–1               | Pécsi MFC  |
| --------- | ----------------- | ---------- |
| Mundi 61' | (0–0) Jegyzőkönyv | 88' Ceolin |

| Illovszky Rudolf Stadion, Budapest Nézőszám: 300 Játékvezető: Kiss Norbert (magyar) |

| 2012. október 13. 14:00 |

| Paksi FC  | 1–1               | BFC Siófok |
| --------- | ----------------- | ---------- |
| Lázok 76' | (0–1) Jegyzőkönyv | 26' Sluka  |

| Fehérvári út, Paks Nézőszám: 150 Játékvezető: Szőts Gergely (magyar) |

| 2012. október 17. 18:00 |

| Pécsi MFC                   | 2–1               | Vasas             |
| --------------------------- | ----------------- | ----------------- |
| Stoimirović 1' Szatmári 15' | (2–0) Jegyzőkönyv | 81' (öngól) Gajág |

| PMFC Stadion, Pécs Nézőszám: 300 Játékvezető: Erdős József (magyar) |

| 2012. november 13. 13:00 |

| BFC Siófok    | 1–4               | Pécsi MFC                                |
| ------------- | ----------------- | ---------------------------------------- |
| Mogyorósi 29' | (1–2) Jegyzőkönyv | 6' Szatmári 20' Okoronkwo 54' 75' Grumić |

| Révész Géza utca, Siófok Nézőszám: 200 Játékvezető: Szilasi Szabolcs (magyar) |

| 5. forduló 2012. november 13. 13:30 |

| Paksi FC                                          | 4–1               | Vasas                 |
| ------------------------------------------------- | ----------------- | --------------------- |
| Simon 32' (11-esből) 59' Eppel 53' Heffler N. 75' | (1–1) Jegyzőkönyv | 16' (11-esből) Füredi |

| Fehérvári út, Paks Játékvezető: Berger József (magyar) |

| 2012. december 5. 13:00 |

| Pécsi MFC                         | 2–0               | Paksi FC |
| --------------------------------- | ----------------- | -------- |
| Wittrédi 8' (11-esből) Grumić 73' | (1–0) Jegyzőkönyv |          |

| PMFC Stadion, Pécs Nézőszám: 70 Játékvezető: Oláh Gábor (magyar) |

| 2012. december 5. 15:00 |

| Vasas | 0–2               | BFC Siófok                |
| ----- | ----------------- | ------------------------- |
|       | (0–0) Jegyzőkönyv | 53' Egerszegi 70' Horváth |

| Illovszky Rudolf Stadion, Budapest Nézőszám: 200 Játékvezető: Farkas Ádám (magyar) |

### C csoport
| Csapat            | M | Gy | D | V | G+ | G– | Gk | P  |
| ----------------- | - | -- | - | - | -- | -- | -- | -- |
| Videoton          | 6 | 4  | 1 | 1 | 9  | 3  | +6 | 13 |
| Lombard Pápa      | 6 | 4  | 0 | 2 | 9  | 8  | +1 | 12 |
| Kaposvári Rákóczi | 6 | 1  | 2 | 3 | 6  | 8  | –2 | 5  |
| Zalaegerszegi TE  | 6 | 1  | 1 | 4 | 5  | 10 | –5 | 4  |

|                   | PÁP | KAP | VID | ZTE |
| ----------------- | --- | --- | --- | --- |
| Lombard Pápa      |     | 2–1 | 2–1 | 2–1 |
| Kaposvári Rákóczi | 2–1 |     | 1–1 | 1–1 |
| Videoton          | 2–0 | 1–0 |     | 2–0 |
| Zalaegerszegi TE  | 1–2 | 2–1 | 0–2 |     |

| 2012. szeptember 5. 17:00 |

| Lombard Pápa       | 2–1               | Zalaegerszegi TE |
| ------------------ | ----------------- | ---------------- |
| Simon 9' Szabó 18' | (2–1) Jegyzőkönyv | 3' Máté          |

| Perutz Stadion, Pápa Nézőszám: 250 Játékvezető: Farkas Tibor (magyar) |

| 2012. szeptember 5. 18:00 |

| Kaposvári Rákóczi | 1–1               | Videoton    |
| ----------------- | ----------------- | ----------- |
| Kovacevic 1'      | (1–1) Jegyzőkönyv | 26' Paraíba |

| Rákóczi Stadion, Kaposvár Nézőszám: 150 Játékvezető: Berke Balázs (magyar) |

| 2012. szeptember 8. 18:00 |

| Videoton                 | 2–0               | Lombard Pápa |
| ------------------------ | ----------------- | ------------ |
| Neto 30' Nikolics N. 58' | (1–0) Jegyzőkönyv |              |

| Sóstói Stadion, Székesfehérvár Nézőszám: 1 300 Játékvezető: Kiss Norbert (magyar) |

| 2012. szeptember 12. 18:00 |

| Zalaegerszegi TE | 2–1               | Kaposvári Rákóczi |
| ---------------- | ----------------- | ----------------- |
| Tóth 28' 29'     | (2–0) Jegyzőkönyv | 64' Diallo        |

| ZTE-Aréna, Zalaegerszeg Nézőszám: 500 Játékvezető: Kovács J. Zoltán (magyar) |

| 2012. október 10. 16:00 |

| Lombard Pápa | 2–1               | Kaposvári Rákóczi     |
| ------------ | ----------------- | --------------------- |
| Seye 58' 67' | (0–0) Jegyzőkönyv | 79' (11-esből) Katona |

| Perutz Stadion, Pápa Nézőszám: 200 Játékvezető: Oláh Gábor (magyar) |

| 2012. október 10. 17:00 |

| Zalaegerszegi TE | 0–2               | Videoton             |
| ---------------- | ----------------- | -------------------- |
|                  | (0–1) Jegyzőkönyv | 33' Tar 81' Vachtler |

| ZTE Aréna, Zalaegerszeg Nézőszám: 350 Játékvezető: Szőts Gergely (magyar) |

| 2012. október 13. 17:00 |

| Videoton        | 1–0               | Kaposvári Rákóczi |
| --------------- | ----------------- | ----------------- |
| Nikolics N. 76' | (0–0) Jegyzőkönyv |                   |

| Sóstói Stadion, Székesfehérvár Nézőszám: 1 300 Játékvezető: Berke Balázs (magyar) |

| 2012. október 16. 14:00 |

| Videoton         | 2–0               | Zalaegerszegi TE |
| ---------------- | ----------------- | ---------------- |
| Haraszti 34' 70' | (1–0) Jegyzőkönyv |                  |

| Felcsúti Sportkomplexum, Felcsút Nézőszám: 100 Játékvezető: Farkas Tibor (magyar) |

| 2012. november 13. 14:00 |

| Kaposvári Rákóczi | 1–1               | Zalaegerszegi TE |
| ----------------- | ----------------- | ---------------- |
| Diallo 43'        | (1–0) Jegyzőkönyv | 69' Babati       |

| Rákóczi Stadion, Kaposvár Nézőszám: 100 Játékvezető: Gaál Gyöngyi (magyar) |

| 2012. november 13. 16:00 |

| Lombard Pápa       | 2–1               | Videoton   |
| ------------------ | ----------------- | ---------- |
| Seye 72' Szabó 76' | (0–1) Jegyzőkönyv | 7' Paraiba |

| Perutz Stadion, Pápa Nézőszám: 200 Játékvezető: Vad II. István (magyar) |

| 2012. december 4. 13:00 |

| Zalaegerszegi TE | 1–2               | Lombard Pápa          |
| ---------------- | ----------------- | --------------------- |
| Bíró 59'         | (0–1) Jegyzőkönyv | 43' Sekour 54' Király |

| ZTE Aréna, Zalaegerszeg Nézőszám: 100 Játékvezető: Kovács J. Zoltán (magyar) |

| 2012. december 7. 13:00 |

| Kaposvári Rákóczi               | 2–1               | Lombard Pápa               |
| ------------------------------- | ----------------- | -------------------------- |
| Bőle 50' (11-esből) Horváth 59' | (0–1) Jegyzőkönyv | 12' (11-esből) Rodenbücher |

| Rákóczi Stadion, Kaposvár Nézőszám: 150 Játékvezető: Pintér Csaba (magyar) |

### D csoport
| Csapat        | M | Gy | D | V | G+ | G– | Gk  | P  |
| ------------- | - | -- | - | - | -- | -- | --- | -- |
| Ferencváros   | 6 | 5  | 1 | 0 | 14 | 4  | +10 | 16 |
| Kecskeméti TE | 6 | 2  | 3 | 1 | 12 | 7  | +5  | 9  |
| MTK Budapest  | 6 | 1  | 2 | 3 | 5  | 7  | –2  | 5  |
| Szolnoki MÁV  | 6 | 0  | 2 | 4 | 5  | 18 | –13 | 2  |

|               | FTC | KTE | MTK | SZO |
| ------------- | --- | --- | --- | --- |
| Ferencváros   |     | 2–1 | 2–0 | 2–1 |
| Kecskeméti TE | 2–2 |     | 1–1 | 5–0 |
| MTK Budapest  | 0–1 | 0–1 |     | 4–2 |
| Szolnoki MÁV  | 0–5 | 2–2 | 0–0 |     |

| 2012. szeptember 4. 18:00 |

| Kecskeméti TE                               | 5–0               | Szolnoki MÁV |
| ------------------------------------------- | ----------------- | ------------ |
| Jorginho 7' 45' Litsingi 26' 47' Salami 80' | (3–0) Jegyzőkönyv |              |

| Széktói Stadion, Kecskemét Nézőszám: 300 Játékvezető: Varga László (magyar) |

| 2012. szeptember 5. 18:00 |

| MTK Budapest | 0–1               | Ferencváros |
| ------------ | ----------------- | ----------- |
|              | (0–1) Jegyzőkönyv | 12' Somália |

| Hidegkuti Nándor Stadion, Budapest Nézőszám: 400 Játékvezető: Böcskei Balázs (magyar) |

| 2012. szeptember 9. 18:30 |

| Ferencváros          | 2–1               | Kecskeméti TE |
| -------------------- | ----------------- | ------------- |
| Somália 27' Böde 66' | (1–1) Jegyzőkönyv | 42' Balázs    |

| Albert Flórián Stadion, Budapest Nézőszám: 500 Játékvezető: Andó-Szabó Sándor (magyar) |

| 2012. szeptember 11. 16:30 |

| Szolnoki MÁV | 0–0               | MTK Budapest |
| ------------ | ----------------- | ------------ |
|              | (0–0) Jegyzőkönyv |              |

| Véső utca, Szolnok Nézőszám: 100 Játékvezető: Karakó Ferenc (magyar) |

| 2012. október 10. 15:00 |

| MTK Budapest | 0–1               | Kecskeméti TE |
| ------------ | ----------------- | ------------- |
|              | (0–0) Jegyzőkönyv | 66' Salami    |

| Hidegkuti Nándor Stadion, Budapest Nézőszám: 100 Játékvezető: Pánczél Krisztián (magyar) |

| 2012. október 10. 18:00 |

| Ferencváros                   | 2–1               | Szolnoki MÁV |
| ----------------------------- | ----------------- | ------------ |
| Perić 20' Máté 90' (11-esből) | (1–1) Jegyzőkönyv | 3' Szepessy  |

| Albert Flórián Stadion, Budapest Nézőszám: 600 Játékvezető: Radványi Ádám (magyar) |

| 2012. október 13. 16:00 |

| Kecskeméti TE           | 2–2               | Ferencváros            |
| ----------------------- | ----------------- | ---------------------- |
| Salami 10' Litsingi 15' | (2–1) Jegyzőkönyv | 36' Jenner 60' Ionescu |

| Széktói Stadion, Kecskemét Nézőszám: 700 Játékvezető: Szilasi Szabolcs (magyar) |

| 2012. október 16. 13:00 |

| MTK Budapest                   | 4–2               | Szolnoki MÁV  |
| ------------------------------ | ----------------- | ------------- |
| Balajti 9' 41' 50' Ladányi 68' | (2–2) Jegyzőkönyv | 6' 45' Kocsis |

| Hidegkuti Nándor Stadion, Budapest Nézőszám: 50 Játékvezető: Veizer Roland (magyar) |

| 2012. november 13. 13:30 |

| Szolnoki MÁV | 0–5               | Ferencváros                                                |
| ------------ | ----------------- | ---------------------------------------------------------- |
|              | (0–2) Jegyzőkönyv | 19' 43' (11-esből) 73' Perić 52' Busai 76' (11-esből) Máté |

| Véső utca, Szolnok Nézőszám: 100 Játékvezető: Pánczél Krisztián (magyar) |

| 2012. november 13. 18:00 |

| Kecskeméti TE | 1–1               | MTK Budapest |
| ------------- | ----------------- | ------------ |
| Burgos 46'    | (0–0) Jegyzőkönyv | 80' Balajti  |

| Széktói Stadion, Kecskemét Játékvezető: Kovács J. Zoltán (magyar) |

| 2012. december 5. 13:00 |

| Szolnoki MÁV        | 2–2               | Kecskeméti TE                              |
| ------------------- | ----------------- | ------------------------------------------ |
| Kocsis 43' Vári 84' | (1–0) Jegyzőkönyv | 52' (11-esből) Dosso 90+2' (öngól) Kiprich |

| Tiszaligeti stadion, Szolnok Nézőszám: 100 Játékvezető: Kulcsár Katalin (magyar) |

| 2012. december 5. 17:00 |

| Ferencváros       | 2–0               | MTK Budapest |
| ----------------- | ----------------- | ------------ |
| Perić 1' Máté 16' | (2–0) Jegyzőkönyv |              |

| Albert Flórián Stadion, Budapest Nézőszám: 300 Játékvezető: Kassai Viktor (magyar) |

### E csoport
| Csapat        | M | Gy | D | V | G+ | G– | Gk | P  |
| ------------- | - | -- | - | - | -- | -- | -- | -- |
| Debreceni VSC | 6 | 4  | 0 | 2 | 13 | 6  | +7 | 12 |
| Egri FC       | 6 | 4  | 0 | 2 | 13 | 9  | +4 | 12 |
| Diósgyőr      | 6 | 2  | 0 | 4 | 11 | 13 | –2 | 6  |
| Újpest        | 6 | 2  | 0 | 4 | 9  | 18 | –9 | 6  |

|               | DEB | DIÓ | EGE | ÚJP |
| ------------- | --- | --- | --- | --- |
| Debreceni VSC |     | 5–2 | 0–1 | 3–0 |
| Diósgyőr      | 0–1 |     | 3–0 | 3–2 |
| Egri FC       | 1–3 | 2–1 |     | 4–0 |
| Újpest        | 2–1 | 3–2 | 2–5 |     |

| 2012. szeptember 5. 17:00 |

| Egri FC    | 1–3               | Debreceni VSC                    |
| ---------- | ----------------- | -------------------------------- |
| Németh 23' | (1–3) Jegyzőkönyv | 11' Lucas 28' Ferenczi 45' Rezes |

| Szentmarjay Tibor Stadion, Eger Nézőszám: 300 Játékvezető: Karakó Ferenc (magyar) |

| 2012. szeptember 5. 18:00 |

| Diósgyőr          | 3–2               | Újpest                       |
| ----------------- | ----------------- | ---------------------------- |
| Tisza 26' 69' 79' | (1–0) Jegyzőkönyv | 81' 90+1' (11-esből) Horváth |

| DVTK-stadion, Miskolc Nézőszám: 1 400 Játékvezető: Szőts Gergely (magyar) |

| 2012. szeptember 7. 14:00 |

| Újpest              | 2–5               | Egri FC                                                  |
| ------------------- | ----------------- | -------------------------------------------------------- |
| Kálmán 6' Szabó 75' | (1–2) Jegyzőkönyv | 32' Piller 37' (11-esből) 76' Koós 55' Németh 86' Tchami |

| Szusza Ferenc Stadion, Budapest Nézőszám: 200 Játékvezető: Szilasi Szabolcs (magyar) |

| 2012. szeptember 8. 16:00 |

| Debreceni VSC                                        | 5–2               | Diósgyőr            |
| ---------------------------------------------------- | ----------------- | ------------------- |
| Czvitkovics 40' Sidibe 56' 86' Szűcs 61' Kulcsár 76' | (1–1) Jegyzőkönyv | 36' Tisza 79' Bacsa |

| Oláh Gábor utca, Debrecen Nézőszám: 1 500 Játékvezető: Németh Ádám (magyar) |

| 2012. október 10. 17:00 |

| Újpest           | 2–1               | Debreceni VSC          |
| ---------------- | ----------------- | ---------------------- |
| Toricska 41' 62' | (1–0) Jegyzőkönyv | 48' (11-esből) Kulcsár |

| Szusza Ferenc Stadion, Budapest Nézőszám: 300 Játékvezető: Takács János (magyar) |

| 2012. október 10. 17:00 |

| Diósgyőr                           | 3–0               | Egri FC |
| ---------------------------------- | ----------------- | ------- |
| Gohér 48' Tisza 62' (11-esből) 82' | (0–0) Jegyzőkönyv |         |

| DVTK-stadion, Miskolc Nézőszám: 1 200 Játékvezető: Böcskei Balázs (magyar) |

| 2012. október 13. 14:00 |

| Egri FC                | 2–1               | Diósgyőr  |
| ---------------------- | ----------------- | --------- |
| Knakal 19' Preklet 63' | (1–1) Jegyzőkönyv | 29' Tisza |

| Szentmarjay Tibor Stadion, Eger Nézőszám: 300 Játékvezető: Kovács J. Zoltán (magyar) |

| 2012. október 14. 18:30 |

| Debreceni VSC                           | 3–0               | Újpest |
| --------------------------------------- | ----------------- | ------ |
| Korhut 28' (11-esből) 70' Coulibaly 38' | (2–0) Jegyzőkönyv |        |

| Oláh Gábor utca, Debrecen Nézőszám: 1 200 Játékvezető: Oláh Gábor (magyar) |

| 2012. november 13. 13:00 |

| Egri FC                       | 4–0               | Újpest |
| ----------------------------- | ----------------- | ------ |
| Horváth 4' 37' 40' Albert 20' | (4–0) Jegyzőkönyv |        |

| Szentmarjay Tibor Stadion, Eger Nézőszám: 100 Játékvezető: Böcskei Balázs (magyar) |

| 2012. november 13. 17:00 |

| Diósgyőr | 0–1               | Debreceni VSC |
| -------- | ----------------- | ------------- |
|          | (0–1) Jegyzőkönyv | 15' Kulcsár   |

| DVTK-stadion, Miskolc Nézőszám: 1 000 Játékvezető: Erdős József (magyar) |

| 2012. december 5. 13:00 |

| Debreceni VSC | 0–1               | Egri FC   |
| ------------- | ----------------- | --------- |
|               | (0–1) Jegyzőkönyv | 2' Németh |

| Oláh Gábor utca, Debrecen Nézőszám: 100 Játékvezető: Németh Ádám (magyar) |

| 2012. december 5. 15:00 |

| Újpest                        | 3–2               | Diósgyőr                        |
| ----------------------------- | ----------------- | ------------------------------- |
| Kovács 35' Mihajlović 37' 87' | (2–0) Jegyzőkönyv | 59' Nagy 90+2' (11-esből) Tisza |

| Szusza Ferenc Stadion, Budapest Nézőszám: 150 Játékvezető: Becséri Dániel (magyar) |

### Második helyezett csapatok sorrendje
| Csoport | Csapat          | M | Gy | D | V | G+ | G– | Gk | P  |
| ------- | --------------- | - | -- | - | - | -- | -- | -- | -- |
| E       | Egri FC         | 6 | 4  | 0 | 2 | 13 | 9  | +4 | 12 |
| C       | Lombard Pápa    | 6 | 4  | 0 | 2 | 9  | 8  | +1 | 12 |
| A       | Budapest Honvéd | 6 | 3  | 2 | 1 | 13 | 9  | +4 | 11 |
| D       | Kecskeméti TE   | 6 | 2  | 3 | 1 | 12 | 7  | +5 | 9  |
| B       | Paksi FC        | 6 | 2  | 2 | 2 | 7  | 6  | +1 | 8  |